# Casa O'Connor (Alcanar)
La casa O'Connor és un edifici d'Alcanar inclòs a l'Inventari del Patrimoni Arquitectònic de Catalunya. És la seu del Centre d'Interpretació de la Cultura dels Ibers, part del Museu de les Terres de l'Ebre.

## Descripció
És una casa entre mitgeres, amb planta baixa, entresòl i dos pisos. La façana és arrebossada, simulant carreus a la planta, i hi ha sòcols i decoració modernista al primer i segon pis.
Hi ha motius ornamentals als dos pisos fets en relleu als emmarcaments de portes i finestres, sota les cornises que separen els pisos i als dos extrems de la façana. A la resta, els motius són fets a manera d'incisions molt esvaïdes.
Les llindes i brancals de portes i finestres són de pedra. Sota l'arrebossat, escrostonat, s'hi endevinen també carreus. Els balcons del primer pis tenen baranes de ferro forjat; les baranes ondulades del pis alt podrien ser anteriors.
Està rematada amb una balustrada a sobre de la qual s'aixeca, encara al sector central, un plafó decoratiu amb l'anagrama format per les lletres "M" i "C" gravat. El 1910 s'hi afegeix una cotxera.
La barana d'accés al pis és de ferro amb decoració pintada amb l'estil de la "Secessió Vienesa". A la paret, hi ha el mateix motiu dibuixat.
S'hi conserven una sala dormitori i un menjador totalment decorat amb pintures.

## Història
La casa s'ha situat cronològicament al segle xix. Va ser decorada novament a principis del xx. Els anys gravats als llindars superiors de les portes veïnes, que en tenen, oscil·len entre la meitat del segle xix i 1911-15, que dona una referència temporal. Tot i això és possible que la casa O'Connor sigui força anterior al que sembla aparentment. Podria ser contemporani de la cisterna o poc posterior.
La família propietària només hi habitava en època de vacances i la casa fou adquirida per l'Ajuntament després d'haver estat la seu de diverses associacions d'Alcanar. Es va convertir en la seu del Centre d'Interpretació de la Cultura dels Ibers, part del Museu de les Terres de l'Ebre.
El gran jardí que tenia al darrere fou adquirit per construir-hi el nou Ajuntament.